# ガスセンサ
ガスセンサ（英語: Gas sensor / Gas detector）とは、気体の特性を利用して濃度を電気信号に変換するセンサ。

## 概要
空気中のガスの分子の濃度測定を簡便に行える手法として気体分子が参照電極との間で電圧を生じるのでそれを利用して検出する。電気化学センサや赤外線式等、複数の形式がある。

### 電気化学式
電気化学的な検出法の一例として一酸化炭素などの還元性の検知対象ガスが存在すると検知極では触媒上で空気中の水蒸気と以下の反応式で示される反応が発生する。
{\displaystyle {\ce {{CO}+H2O->{CO2}+{2H+}+2{\it {e}}-}}}
検知極と対極を電気的に接続（短絡）すると検知極で発生したプロトン(H+)はイオン伝導体を介して、同時に発生した電子（e-）は外部の電線（リード）を介して、それぞれ対極に到達して対極上で空気中の酸素との間で以下の反応式で示される反応が発生する。
{\displaystyle {\ce {{O2}+{2H+}+2{\it {e}}-->H2O}}}
つまりこのセンサはガスを活物質とする電池と見なすことができる。
{\displaystyle {\ce {CO + {\frac {1}{2}}O2 -> CO2}}}
ガスセンサとして使う場合は、検知極と対極を電気的に接続してその短絡電流を測定する。 

### 赤外線式
赤外線ガス分析計は赤外分光法の一種で測定対象の気体に赤外線を照射して透過時の波長を分光計で回折して減衰した波長分布からガスの組成、濃度を算出する。

### レーザー励起式
大気の組成を分析する目的で窒素レーザーのような短波長のレーザー光を大気に照射して気体分子や大気中に含まれる分子を励起して生じた蛍光の波長を観測することで大気に含まれる微量成分を分析する。

## 用途
ガス漏れ警報機、火災報知機、自動車等の内燃機関の空燃比の制御に使用されるジルコニア酸素センサや一酸化炭素濃度計、二酸化炭素濃度計、アルコールセンサ、硫化水素やハロゲンガスの検出器等、多岐にわたる。

## 課題
電解質にアルカリ水溶液を使用している場合、空気中の二酸化炭素と反応して徐々に劣化する。固体電解質や高分子固体電解質を使用している場合にはこのような問題は起こらない。希ガスのように酸化性や還元性のない電極表面でイオン化できない電気的に中性の物質は電気化学的な手法では検出できず、この手法で検出できるのはあくまでも酸化や還元によって電極間に生じた電位差なので物質の分子構造や分子の識別はセンサ単体ではできない。